# Gnomonia
Гномонія (Gnomonia) — рід грибів родини Gnomoniaceae. Назва вперше опублікована 1863 року.
З господарської точки зору до найбільш помітних видів відносяться гномонія червоноустічна (Gnomonia erythrostoma) — збудник скручування листя вишні та черешні, гномонія тонкозагострена (Gnomonia leptostyla) — збудник антракнозу (суха гниль) волоського горіха, гномонія венета (Gnomonia veneta) — збудник бурої плямистості листя каштана, гномонія в'язова (Gnomonia ulmea) — збудник антракнозу платана і листової плямистості в'яза, а також багато інших видів цього роду.
Гномонія червоноустічна (Gnomonia erythrostoma) викликає побуріння, скручування і засихання листя черешні, рідше вишні і сливи, а частково деформацію плодів, головним чином у черешні. На початку літа (в червні-липні) на листках з'являються дифузні червоні плями з жовтуватим краєм, які з часом збільшуються в розмірах і набувають коричневого забарвлення. Листя складаються по серединній жилці нижньою стороною всередину і засихають. Черешки гачкоподібно згинаються вниз, і в такому стані листя часто залишаються висіти на гілках до майбутньої весни. Таке тривале знаходження листя на деревах — характерна особливість цього захворювання. Значно рідше спостерігається ураження плодів, що виявляється в появі плям і деформації, причому деформується тільки одна половина плода, тоді як інша розвивається нормально. Хворі листя з нижньої сторони покриваються пікнідами, з ниткоподібними, безбарвними, викривленими конідіями. На тих же самих листках майже одночасно з дозріванням пікнід в тканинах листа утворюються плодові тіла сумчастої стадії — перитеції. Процес їх утворення триває протягом всієї зими. Перитеції розташовуються в паренхіматозної тканини і відкриваються на нижню сторону листа своїми продихами. Аскоспори дозрівають навесні і розпорошуються в той час, коли розкриваються молоді листя, що безпосередньо піддаються зараження. Це захворювання поширене в усіх країнах Європи.

## Галерея

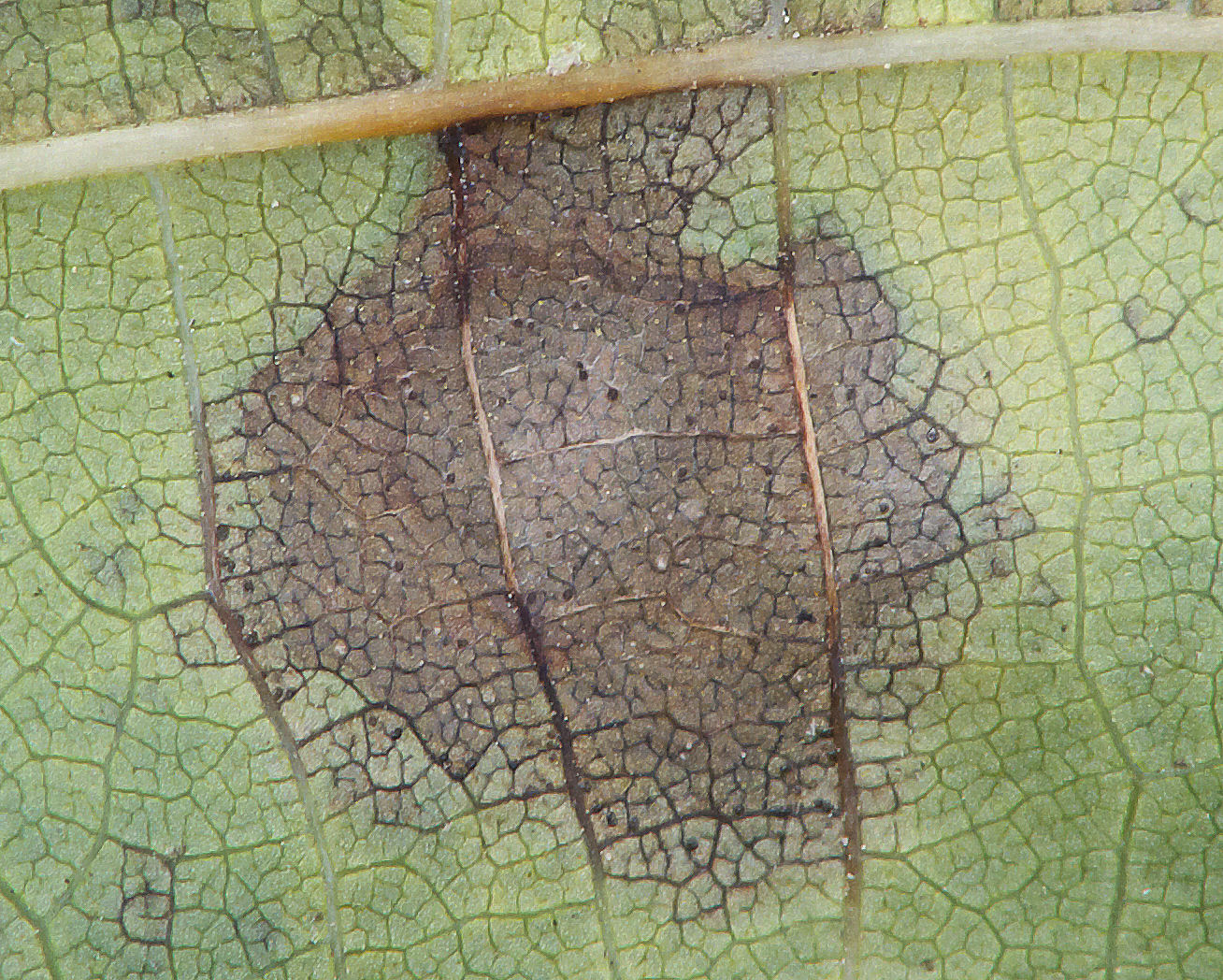
Gnomonia leptostyla на листі Juglans regia
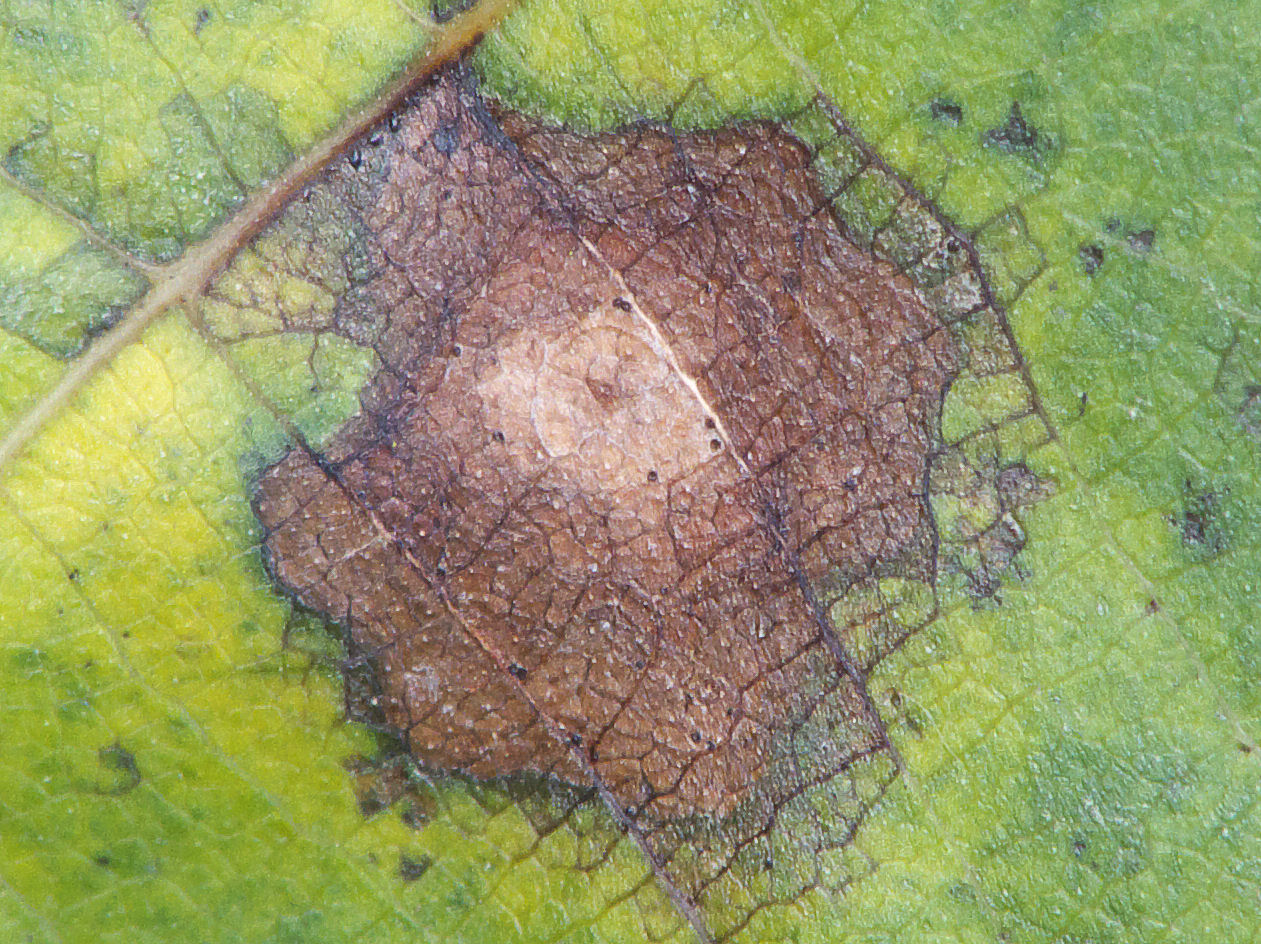
Gnomonia leptostyla на листі Juglans regia